# 山田長司
山田 長司（やまだ たけし、1950年 - ）は、ミニメイド・サービス株式会社の取締役会長。1983年に日本で初めて家事代行サービスを創業した。家事代行業務を富裕層に対するサービスに特化させ大手企業に成長させ業界をけん引する。
全国家事代行サービス協会 名誉会長。NPO法人ハウスキーピング協会前代表理事

## 略歴
東京都八王子出身。東京経済大学経営学部卒業。大学2年の時に友人7人とビルの清掃メンテナンス会社を資本金100万円で起業。　その後社長に就任しメディアに取り上げられていた記事をきっかけにアメリカの家事代行会社を訪問。個人宅の新たなマーケットを創造できると直感し、1983年に日本初の家事代行会社を創業。当初、日本で家事代行は理解されなかったがメディアに取り上げられたことが契機となり、また顧客を富裕層に特化してきた実績が百貨店においては自社ブランドとして採用されるまでとなる。主婦の独立を支援するためにフランチャイズ展開を実施。

## 経営手法
会社として優先すべきはお客様一番ではなく、働いている人を一番にしてやりがいをもってサービスを提供することを重点としている。
「エンゲージメント」という制度でスタッフはお客様に年一回だけ、上限を設け会社負担でお客様にプレゼントできる制度を採用している。
サービスを「品質」ではなくスタッフの「人質」だと捉え、「高品質」＝「高人質」であり「心の質」を重んじている。
離職率が高い時期があったが、会社が現場を管理するのではなく現場のスタッフを支援する体制に変えたことで状況が変わった。
社員は入社後2年間現場を経験し、そこでスタッフの気持ちを理解し支援しやすくなる。
「ミニメイドワンダフルストーリー」では、スタッフが提供したサービスに顧客が感動した話や、頑張っているスタッフの話をライターがまとめ、店長やスタッフが集まる表彰式で発表する。そのことがスタッフのモチベーションを高めている。

## 経歴
- 1970年 - 大学2年の時友人7人でビルメンテナンス会社のニュータウン建物管理設立[1][3]
- 1980年 - 社長に就任。[3]
- 1982年5月 - アメリカの家事代行サービス会社を訪問し、将来性を確信。[4][5]
- 1983年4月 - 東京都世田谷区で日本初の家事代行サービスを開始[1][2]
- 1985年 - ミニメイド・サービス設立[4]
- 2010年 - 倫理研究所理事（2016年から法人局顧問）
- 2013年 - 全国家事代行サービス協会代表理事。東京ワークライフバランス企業に認定。
- 2014年 - 経済産業省より「おもてなし企業選」選出企業に選ばれる。（全国22社）[5]
- 2017年 - 日本初の家事支援サービス認証事業社として認められる。[4]